# 새살
새살(영어: Proud Flesh)은 1925년 미국에서 개봉한 무성 영화이자 코미디 드라마 영화이다. 감독은 킹 비더가 맡았으며, 일리노어 브로드맨, 팻 오말리와 해리슨 포드가 삼각관계로 나온다.

## 스토리
1906년 샌프란시스코 지진으로 인한 한 고아가 스페인에 있는 친척들에게 입양됐다. 그곳에서 자란 주인공은 한 사람에게 구애를 받으나, 그녀는 그를 거절하고 샌프란시스코에서 배관공으로 일하던 사람과 사랑에 빠진다.

## 출연
- 일리노어 브로드맨 - 페르난다 역
- 팻 오말리 - 팻 오말리역
- 해리슨 포드 - 돈 제이미 역
- 트릭시 프리간자 - 미세스 맥키 역
- 윌리엄 J. 켈리 - 미스터 맥키 역
- 로시타 마르스티니 - 빈센트 역
- 쇼진 카미야마 - 웡 역
- 이블린 셔먼 - 스페인의 이모 역
- 조지 니콜스 - 스페인의 삼촌 역
- 마가렌 세돈 - 미세스 오말리 역
- 릴리언 엘리엇 - 미세스 케이지 역
- 프리실라 보너 - 샌프란시스코의 여자 역
- 조앤 크로포드 - 단역 (크레딧에 없음)

## 평판
뉴욕 타임즈의 평론가였던 모던 홀은 이 영화를 "많은 재미와 약간의 인정미가 들어있는 밝은 오락거리"라고 불렀다.